# Nadia Khiari
Nadia Khiari (àrab: نادية خياري, Nādiya Ḫiyārī; Tunis, 21 de maig de 1973) és una caricaturista, pintora, grafitera i professora d'art tunisiana. És especialment coneguda per les cròniques i tires còmiques sobre les primaveres àrabs, particularment pel personatge Willis el gat, anomenat el Gat de la Revolució en algunes fonts.

## Trajectòria
Khiari es va graduar en la Facultat d'Arts Plàstiques d'Ais de Provença, França, i és professora de la Facultat de Belles arts de Tunísia. En 2013 va rebre el doctorat honoris causa de la Universitat de Lieja.

## Primavera àrab
El treball de Khiari s'ha publicat en Siné Mensuel, Courrier International i Zelium. Per tal de criticar al líder deposat, Ben Ali, va crear al gener de 2011 un personatge de còmic, el gat Willis com un mitjà per a expressar en Facebook els seus sentiments sobre la Primavera Àrab, i ara té més de 41.000 seguidors. Segons les seues paraules, dibuixa per llevar-li la calor a determinades situacions. A banda de per les seues tires, Khiari també és coneguda pel seu treball com a artista de grafiti.
Khiari ha rebut importants reconeixements a la seua trajectòria. Ha estat guardonada amb el Premi Honoré Daumier durant la Segona Trobada Internacional de Caricatures per la Pau en Cauen (2012), el Premi Internacional de Sàtira Política en Forte dei Marmi (2014), i el Premi Agora Med al Diàleg Intercultural en el Mediterrani (2015).
En 2016 va ser nomenada una de les 100 dones destacades per la BBC. Al setembre de 2016 va presentar el seu treball en el Festival Le Monde.